# 陳音 (明朝進士)
陳音（1436年—1494年），字師召，號愧齋，福建興化府莆田縣人，鹽籍，明朝政治人物。

## 生平
天順六年（1462年）壬午科福建鄉試舉人，八年（1464年）甲申科二甲第五十六名進士。改庶吉士，成化元年（1465年）授翰林院編修，三年（1467年）參與纂修《英宗實錄》，六年（1470年）進言時政後忤旨被切責，十二年（1476年）升侍講，充經筵講官。汪直黨羽韋瑛晚上率領邏卒進入兵部郎中楊士偉家，逮捕並拷打楊士偉及其妻。陳音為楊士偉鄰居，得悉後喊道：“你擅自侮辱朝廷大臣，難道不畏懼國法？”對方稱：“你是何人？難道不怕西廠？！”陳音大聲喊道：“我是翰林陳音！”十七年（1481年）任會試同考官，十九年（1483年）升南京太常寺少卿。禮部尚書、太子少保劉吉丁父憂起復，陳音寫信勸其固辭，劉吉不悅。後來吏部打算起用陳音，均被劉吉阻礙。弘治五年（1492年）劉吉罷職，陳音升南京太常寺卿，七年（1494年）去世，享年五十九歲。

## 家族
曾祖陳宗義；祖父陳光遠；父陳崇澄，贈南京太常寺少卿。母黃氏（贈恭人）。弟陳員（嘉興府通判）。子陳華，正德三年進士。

## 外部連結
- 陳音 （页面存档备份，存于） 中研院史語所